# Hongshanornithidae
Famille
Les Hongshanornithidae sont une famille éteinte d'oiseaux ornithuromorphes du début du Crétacé de Chine.

## Liste des genres
Selon Paleobiology Database (2 février 2021),,, :
- † genre Archaeornithura Wang et al., 2015 - formation d'Huajiying de la province du Hebei - plus ancien membre connu
- † genre Hongshanornis Zhou & Zhang, 2005 - formation d'Yixian de Mongolie-Intérieure - genre type
- † genre Longicrusavis O'Connor et al., 2010 - formation d'Yixian de la province du Liaoning
- † genre Parahongshanornis Li et al., 2011 - formation de Jiufotang de la province du Liaoning[5]
- † genre Songlingornis Hou, 199
- † genre Tianyuornis Zheng et al., 2014 - formation d'Yixian de Mongolie intérieure
- † genre Yanornis Zhou & Zhang 2001
- † genre Yixianornis Zhou & Zhang 2001

## Description
Les Hongshanornithidés étaient petits, approximativement de la taille des moucherolles modernes. Leurs pattes sont proportionnellement longues par rapport aux ailes, ce qui suggère qu'ils étaient des échassiers aquatiques. Ils n'avaient probablement pas de bec et leur mâchoire portait des dents.

## Classification
La famille des Hongshanornithidae a été définie comme un clade à base de nœuds comprenant le dernier ancêtre commun de Hongshanornis longicresta et Longicrusavis houi ainsi que tous ses descendants.
À partir de 2012, plusieurs études ont commencé à démontrer que les hongshanornithidés étaient plus étroitement liés aux songlingornithidés (yanornithiformes) qu'aux autres oiseaux, faisant d'eux partie du même clade.